# Баканова, Анна Андреевна
Анна Андреевна Бака́нова (1921, Антоново, Рязанский округ — 1979) — советский учёный (ядерная физика), лауреат Сталинской премии (1953) и Государственной премии СССР (1969).

## Биография
Родилась в 1921 году в селе Антоново Чучковского района Рязанской области и там же училась в начальной школе. В 1933 году переехала с родителями в п. Купавна Ногинского района Московской области. Там окончила среднюю школу.
В 1940—1947 годах студентка МВТУ имени Н. Э. Баумана. В 1941—1942 годах во время эвакуации в Ижевск работала лаборантом на заводе «Акрихим».
С мая 1947 года инженер, с июня 1949 года научный сотрудник КБ-11 (ВНИИЭФ). Сначала работала в лаборатории № 4 в группе Кормера (конструкторские работы по созданию новых зарядов, изучение ударной и изэнтропической сжимаемости материалов), затем в отделе 20 (начальники Л. В. Альтшулер, Р. Ф. Трунин).
К 1957 году их группа разработала методы исследования сжимаемости твёрдых веществ до давлений в 4 миллиона атмосфер и выше. Причём это осуществлялось не только сжатием стационарной ударной волной в плоской геометрии, но и сжатием нестационарной сходящейся к центру ударной волной в сферической геометрии.
Кандидат технических наук.

## Признание
- Сталинская премия третьей степени (1953) — за разработку кинематики и динамики обжатия взрывом применительно к изделиям РДС-6с и РДС-5.
- Государственная премия СССР (1969) — за исследования свойств металлов при высоких давлениях и разработку их уравнений состояния.

## Сочинения
- Адиабата урана до давлений в 4ТПа / Л. В. Альтшулер, А. А. Баканова, М. И. Бражник, В. И. Жучихин, С. Б. Кормер, К. К. Крупников, Р. Ф. Трунин // Динамическое сжатие и адиабатическое расширение веществ (Мои ударные адиабаты) : Сборник статей : К 50-летию научной деятельности Р. Ф. Трунина. — Саров : ФГУП «РФЯЦ-ВНИИЭФ», 2006. — С. 266—268 : рис., табл. — Библиогр.: 3 назв.
- Уравнения состояния алюминия, меди и свинца для области высоких давлений / Л. В. Альтшулер, С. Б. Кормер, А. А. Баканова, Р. Ф. Трунин // Динамическое сжатие и адиабатическое расширение веществ (Мои ударные адиабаты) : Сборник статей : К 50-летию научной деятельности Р. Ф. Трунина. — Саров : ФГУП «РФЯЦ-ВНИИЭФ», 2006. — С. 95-105 : рис., табл. — Библиогр.: 268 назв.
- Адиабата урана до давлений в 4ТПа / Л. В. Альтшулер, А. А. Баканова, М. И. Бражник, В. И. Жучихин, С. Б. Кормер, К. К. Крупников, Р. Ф. Трунин // Поведение веществ под воздействием сильных ударных волн : Сборник научных статей в четырех томах. Том 3 (1987—1995 гг.) / Под общ. ред. док. физико-мат. наук Р. Ф. Трунина. — Саров : ФГУП «РФЯЦ-ВНИИЭФ», 2007. — С. 427—429 : рис. — Библиогр.: 3 назв.
- Нерегулярные режимы косого столкновения ударных волн в твердых телах / Л. В. Альтшулер, С. Б. Кормер, А. А. Баканова, А. П. Петрунин, А. И. Фунтиков, А. А. Губкин // Поведение веществ под воздействием сильных ударных волн : Сборник научных статей в четырех томах. Том 1 (1958—1972 гг.) / Под общ. ред. док. физико-мат. наук Р. Ф. Трунина. — Саров : ФГУП «РФЯЦ-ВНИИЭФ», 2007. — С. 82-95 : рис. — Библиогр.: 9 назв.
- Уравнения состояния алюминия, меди и свинца для области высоких давлений / Л. В. Альтшулер, С. Б. Кормер, А. А. Баканова, Р. Ф. Трунин // Поведение веществ под воздействием сильных ударных волн : Сборник научных статей в четырех томах. Том 1 (1958—1972 гг.) / Под общ. ред. док. физико-мат. наук Р. Ф. Трунина. — Саров : ФГУП «РФЯЦ-ВНИИЭФ», 2007. — С. 50-60 : рис., табл. — Библиогр.: 8 назв.
- Альтшулер Л В, Баканова А А «Электронная структура и сжимаемость металлов при высоких давлениях» УФН 96 193—215 (1968).

## Семья
Муж — Виктор Михайлович Безотосный. 